# J’ai pas vingt ans
«J’ai pas vingt ans» (рус. Мне не двадцать) — шестой сингл французской певицы Alizée, выпущенный в июне 2003 года. Кроме оригинальной композиции содержит предыдущий хит на английском языке - "I'm Fed Up!". (Французская версия называется "J'en Ai Marre!")

## Музыкальное видео
Режиссёром видеоклипа стал Лоран Бутонна, премьера состоялась в мае 2003 года на французском телеканале M6.

## Список композиций

### Французский CD сингл
1. «J’ai pas vingt ans» — 4:15
2. «I’m Fed Up!» — 4:40

### Французский CD максисингл
1. «J’ai pas vingt ans» (Single Version) — 4:15
2. «J’ai pas vingt ans» (Sfaction Club Remix) — 5:45
3. «J’ai pas vingt ans» (Attitude Dance Remix) — 4:10
4. «J’ai pas vingt ans» (Attitude Dub Mix) — 6:45

### Французская грампластинка
Сторона A:
1. «J’ai pas vingt ans» (Sfaction Club Remix) — 5:45

Сторона B:
1. «J’ai pas vingt ans» (Attitude Dance Remix) — 4:10

## Чарты
| Чарт (2003)        | Наивысшее место |
| ------------------ | --------------- |
| Австрия            | 60              |
| Бельгия (Валлония) | 20              |
| Бельгия (Фландрия) | 3               |
| Франция            | 17              |
| Швейцария          | 60              |